# Улица Трофимова (Бийск)
У́лица Трофи́мова — улица, разграничивающая Приобский и Восточный районы Бийска. Проходит от улицы Главэлеватор до Угольной улицы. Направление — с юга на север. Нумерация домов ведётся от улицы Главэлеватор. Сквозного проезда от улицы Главэлеватор до улицы Репина нет.
Названа в честь Героя Советского Союза Николая Трофимова, бийчанина, погибшего в битве за Москву у разъёзда Дубосеково 16 ноября 1941 года в составе группы бойцов, получивших мировую известность как «28 панфиловцев».

## Особенности улицы
Улица Трофимова разграничивает Приобский и Восточный районы города Бийска. Улица является одной из основных транспортных магистралей города.
Вдоль улицы Трофимова проходит железная дорога, соединяющая станцию Бийск с промышленными предприятиями.
По улице Трофимова от улицы Угольной до улицы Ударной проходит канал для пропуска талых вод из нагорной части города в реку Бию. Этот канал получил в народе прозвище «Голубой Дунай».

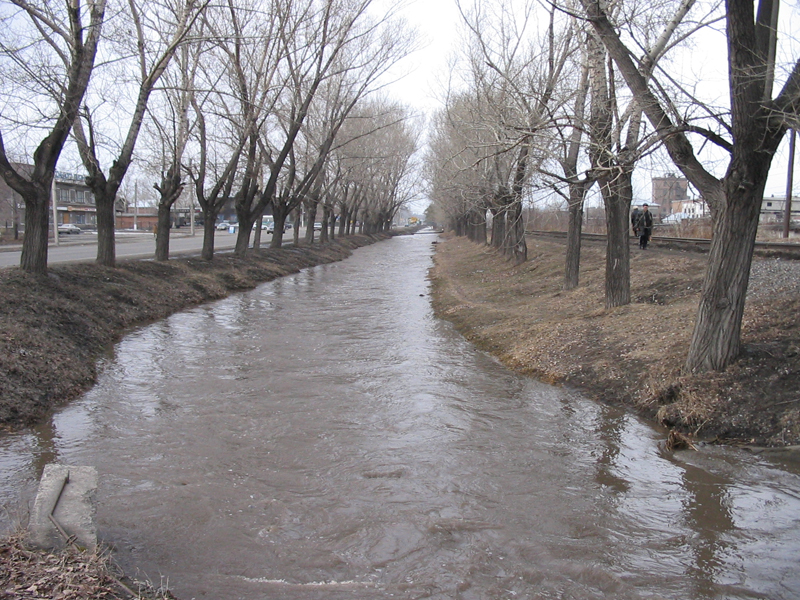
Канал для пропуска талых вод на улице Трофимова

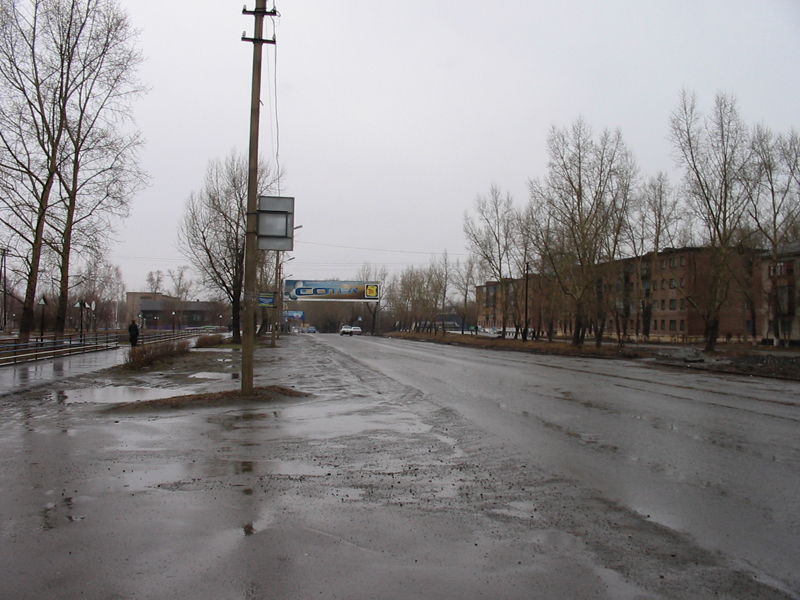
Улица Трофимова

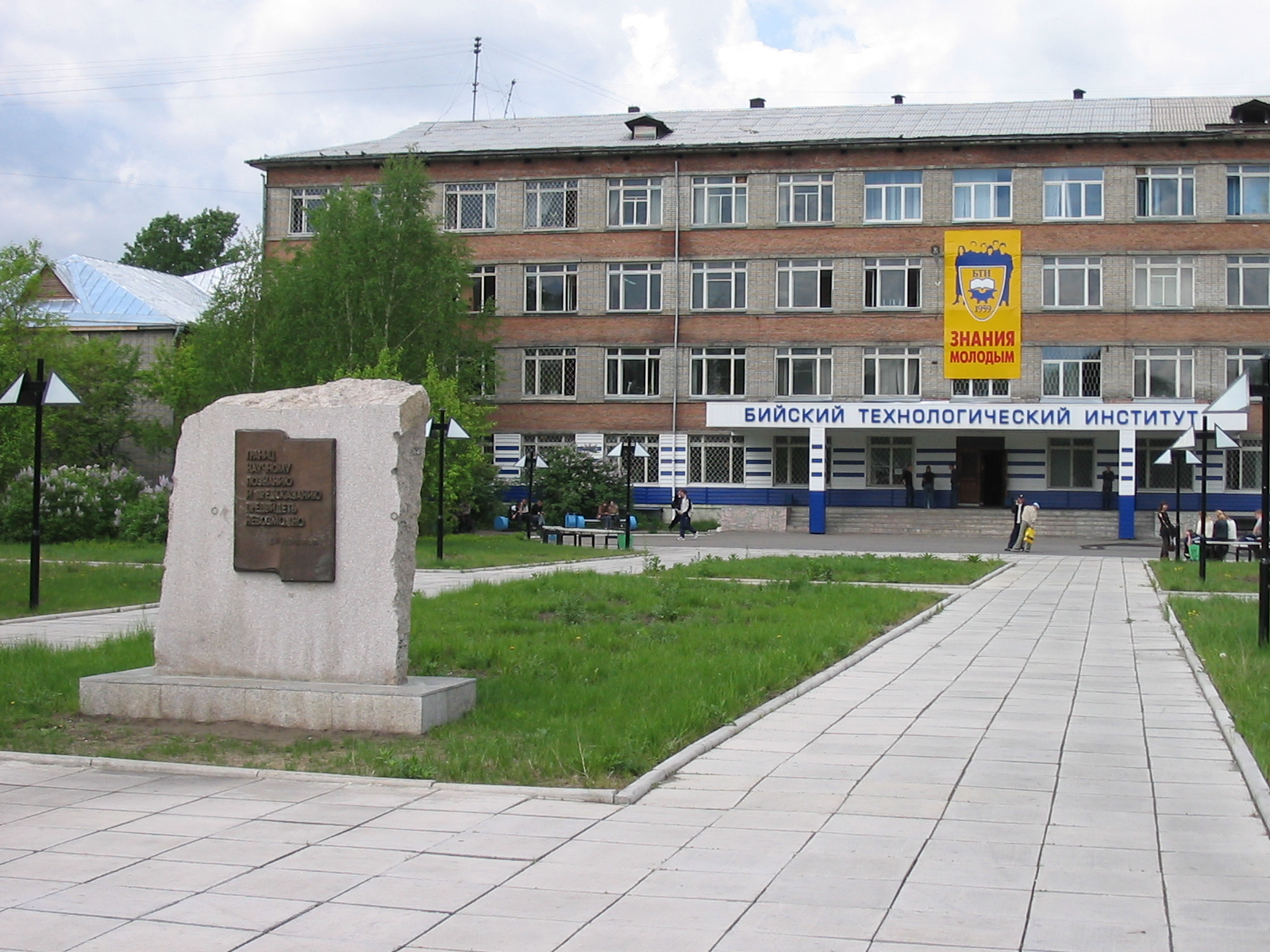
Бийский технологический институт на улице Трофимова

От улиц Васильева и Челюскинцев до улицы Шадрина улица Трофимова имеет две проезжих части, разделённые каналом и железной дорогой. По каждой из них установлено двухстороннее движение. Ряд улиц имеют перекрёстки только с восточной проезжей частью, а ряд — только с западной. Сквозного проезда по восточной проезжей части от улицы Дзержинского до улицы Пожарского в настоящее время нет.
Перекрёсток улиц Трофимова и Васильева — один из самых сложных и аварийно-опасных в Бийске.

## Архитектура
Интересных архитектурных объектов на улице нет.

## Важные и интересные объекты
На улице Трофимова расположен ряд предприятий пищевой промышленности: Бийский комбинат хлебопродуктов, Бийский элеватор, Бийский маслоэкстракционный завод.
На улице Трофимова находится ТЭЦ-2 (в настоящее время выведенная из эксплуатации).
На улице Трофимова находятся два учебных корпуса Бийского технологического института.

## Пересекаемые улицы
- улица Главэлеватор
- улица Чайковского
- улица Репина (перекрёсток с западной проезжей частью)
- улица Разина (перекрёсток с западной проезжей частью)
- улица Васильева
- улица Челюскинцев (перекрёсток с восточной проезжей частью)
- улица Первомайская (перекрёсток с западной проезжей частью)
- улица Кошевого (перекрёсток с восточной проезжей частью)
- улица Дзержинского (перекрёсток с восточной проезжей частью)
- улица Ударная (перекрёсток с западной проезжей частью)
- улица Обская (перекрёсток с западной проезжей частью)
- улица Бийская (перекрёсток с западной проезжей частью)
- улица Пожарского (перекрёсток с восточной проезжей частью)
- улица Шадрина
- улица Маяковского (перекрёсток с западной проезжей частью)
- улица Мерлина
- улица Деповская (перекрёстка нет)
- улица Севастопольская
- улица Угольная

## Смежные улицы
- улица Приморская
- улица Залинейная
- улица Петрова
- улица Мартьянова
- улица Ленинградская